# Martial Yeo
Martial Yeo är en ivoriansk fotbollstränare.
Yeo tränade Elfenbenskustens fotbollslandslag 1992 och senare den ivorianska fotbollsklubben Africa Sports.
Åren 2002 och 2003 var Yeo förbundskapten i Nigers fotbollslandslag.
Han driver även en fotbollsskola i Abidjan.